# Bencjon Halberstam
Bencjon Halberstam (ur. w 1873 w Bukowsku, zm. w 1941 we Lwowie) – cadyk, założyciel dynastii chasydzkiej w Bobowej, zwany także Bobowskim Rebe (jid. Bobower Rebe).

## Życiorys
Syn Szlomy ben Mejera Natana Halberstama z Bobowej. Otrzymał staranne wykształcenie rabiniczne. W młodości układał melodie do pieśni, do których motywy czerpał z folkloru, idąc za przykładem N.C. Horowica z Ropczyc i Eliezera z Dzikowa. W 1906 roku odziedziczył po ojcu godność cadyka i wkrótce założył w Bobowej jesziwę. W czasie I wojny światowej przebywał w Wiedniu w domu cadyka z Sadagóry i Marienbadzie. W 1919 r. powrócił do Polski. W Bobowej założył jesziwę Ec Chajim (hebr., Drzewo Chaima), dzięki czemu Bobowa stała się centrum religijnym dla wielu jego zwolenników. Z czasem na terenie dawnej Galicji powstało 46 takich placówek. Był zwolennikiem tradycyjnego wychowania i nauczania, występował przeciwko wprowadzaniu języka hebrajskiego do szkół i powołaniu Uniwersytetu Hebrajskiego w Jerozolimie.
W 1928 r. nakazał swoim chasydom modlić się za Polskę i rządzących nią. W latach 1938–1939 organizował pomoc dla Żydów wydalonych z Niemiec. Z chwilą wybuchu II wojny światowej wyjechał do Tarnowa, a potem do Lwowa. W jego okolicach, latem 1941, został zamordowany razem z najbliższą rodziną przez Niemców (z najmłodszym synem Mosze Aaronem i trzema zięciami) oraz z ulubionym uczniem, Awigdorem Brinerem; drugi z synów – Chaim Jehoszua, został wywieziony na Syberię, gdzie zmarł. Ocalał tylko jego syn Szlomo, który został kolejnym Rebe z Bobowej, ale już w USA. On też wydał dwutomowy zbiór komentarzy ojca do Pięcioksięgu Kduszat Cij(j)on (hebr., Świętość Syjonu, t. 1, Brooklyn 1967; t. 2, Nowy Jork 1978). 